# Sorbus ulleungensis

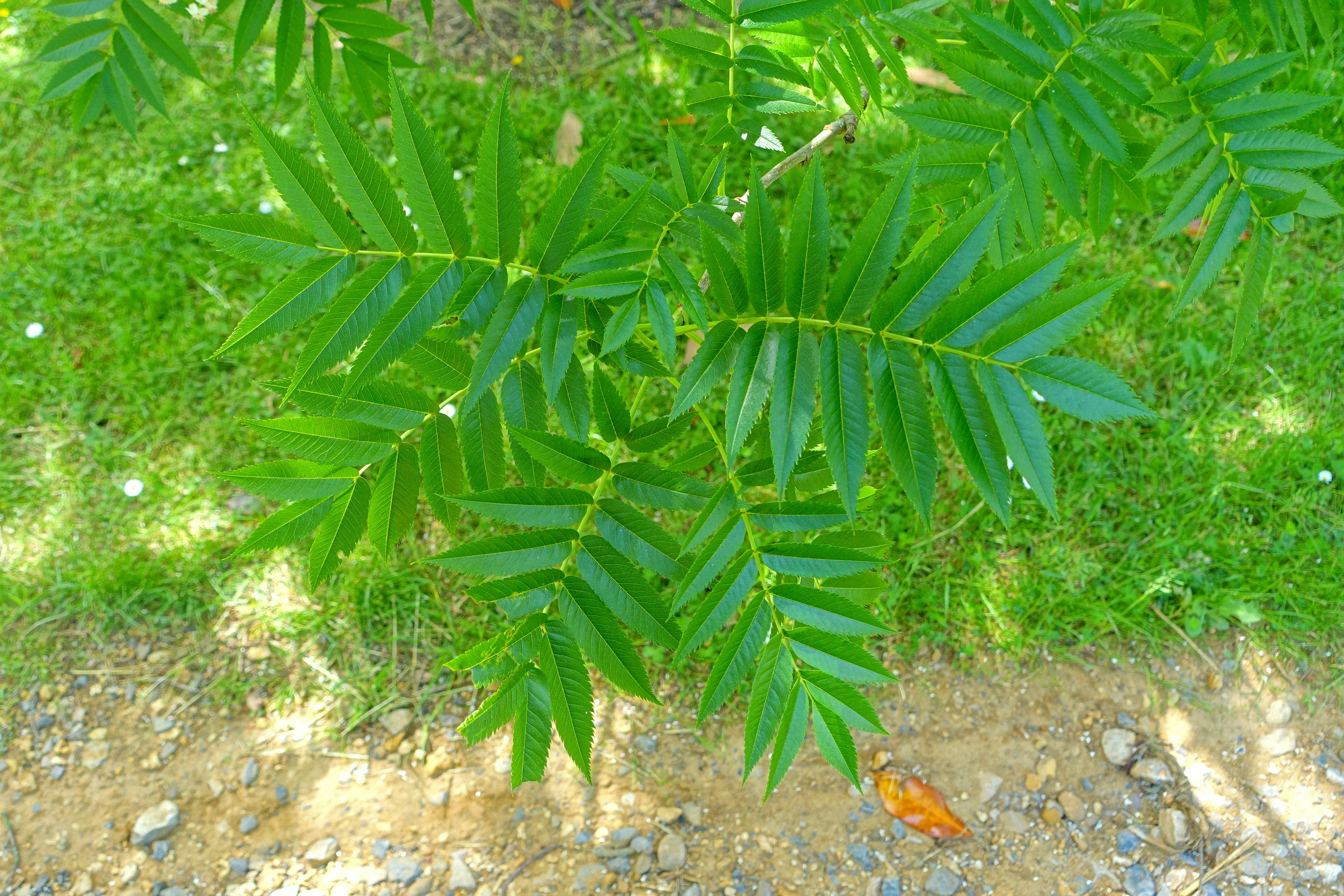
Blätter

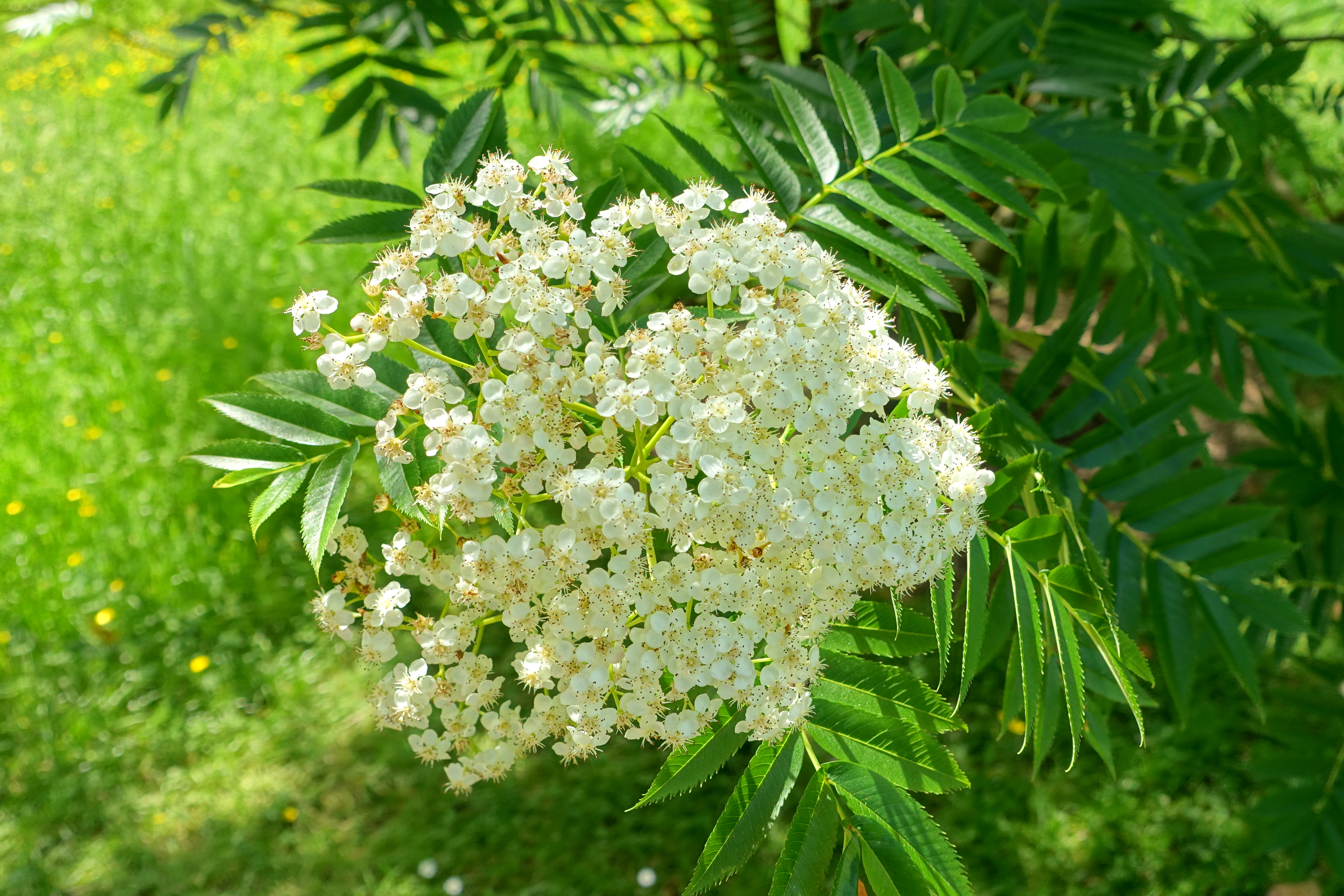
Blüten

Sorbus ulleungensis ist eine Pflanzenart aus der Gattung der Mehlbeeren (Sorbus) in der Familie der Rosengewächse (Rosaceae). Sie kommt endemisch auf der zu Südkorea gehörenden und im Japanischen Meer gelegenen Insel Ulleungdo vor.

## Beschreibung

### Vegetative Merkmale
Sorbus ulleungensis wächst als Baum, der Wuchshöhen von bis zu 20 Meter erreichen kann. Die gräulich braune Stammborke ist bei jungen Bäumen glatt, wird mit zunehmendem Alter aber längsrissig. Die Rinde der dicken Zweige ist rötlich braun. Die eiförmigen, roten Knospen erreichen Längen von bis zu 2 Zentimeter und sind rot gefärbt. Sie können sehr klebrig sein und sind mit Ausnahme der Spitze, welche mit gelblich braunen Haaren besetzt sein kann, kahl.
Die wechselständig an den Zweigen angeordneten Laubblätter sind in einen Blattstiel und mehrere Fiederblättchen gegliedert. Der Blattstiel ist 3 bis 5,3 Zentimeter lang. Die Laubblätter erreichen eine Gesamtlänge von 17 bis 31 Zentimeter und beinhalten sechs bis neun Paare an Fiederblättchen. Die Blättchen erreichen eine Länge von 6,2 bis 9,6 Zentimetern sowie eine Breite von 1,5 bis 2,6 Zentimetern. Die Oberseite der Blattspreite ist dunkel grün gefärbt, während die unbehaarte Unterseite blass grün ist. Die zugespitzte Spreitenspitze ist spitz und der Spreitenrand ist fast bis zur Spreitenbasis fein gezähnt. Von jeder Seite des Blattmittelnerves zweigen 15 bis 21 Seitennerven ab. Die Nebenblätter fallen früh ab.

### Generative Merkmale
Die Blütezeit von Sorbus ulleungensis erstreckt sich von Anfang Mai bis Mitte Juni. Die endständigen, schirmrispenartigen Blütenstände werden 8 bis 14,4 Zentimeter lang und 9 bis 23,5 Zentimeter breit. Jeder Blütenstand enthält mehrere gebüschelte und duftende Einzelblüten.
Die zwittrigen und angenehm duftenden Blüten sind radiärsymmetrisch und fünfzählig mit doppelter Blütenhülle. Die Blüten erreichen einen Durchmesser von 1 bis 1,6 Zentimeter. Die fünf grünen und etwas fleischigen Kelchblätter sind dreieckig geformt. Die fünf weißen Kronblätter sind bei einer Länge von 0,5 bis 0,6 Zentimeter sowie einer Breite von 0,4 bis 0,5 Zentimeter breit elliptisch geformt. Die drei bis fünf, seltener auch bis zu sechs halbunterständigen Fruchtblätter sind weiß behaart. Es sind drei bis sechs Griffel vorhanden, welche eine Länge von bis zu 0,3 Zentimeter erreichen. Die 20 Staubblätter werden etwa 0,4 Zentimeter lang und die Staubbeutel sind gelb.
Die Apfelfrüchte sind bei einer Länge von 0,75 bis 1,2 Zentimeter und einer Dicke von 0,8 bis 1,3 Zentimeter annähernd kugelig bis kugelig geformt. Zur Reife sind sie glänzend gelblich orange bis rot gefärbt. Jede der Früchte enthält bis zu zwölf hellbraune bis braune Samen. Diese werden bis zu 0,41 Zentimeter lang und bis zu 0,21 Zentimeter breit.

### Chromosomenzahl
Die Chromosomenzahl beträgt 2n = 34.

## Verbreitung
Sorbus ulleungensis kommt endemisch auf der im Japanischen Meer gelegenen Insel Ulleungdo vor.
Sorbus ulleungensis gedeiht in Höhenlagen von 300 bis 980 Metern. Die Art wächst dort an steilen Hängen oder auf Felsen sowie in Gebirgswäldern.

## Taxonomie
Die Erstbeschreibung als Sorbus ulleungensis erfolgte 2014 durch Chin-Sung Chang in Harvard Papers in Botany, welcher die Art aufgrund von morphologischen Unterschieden von Sorbus commixta abspaltete. Das Artepitheton ulleungensis verweist auf das Verbreitungsgebiet der Art.